# 廣島電鐵

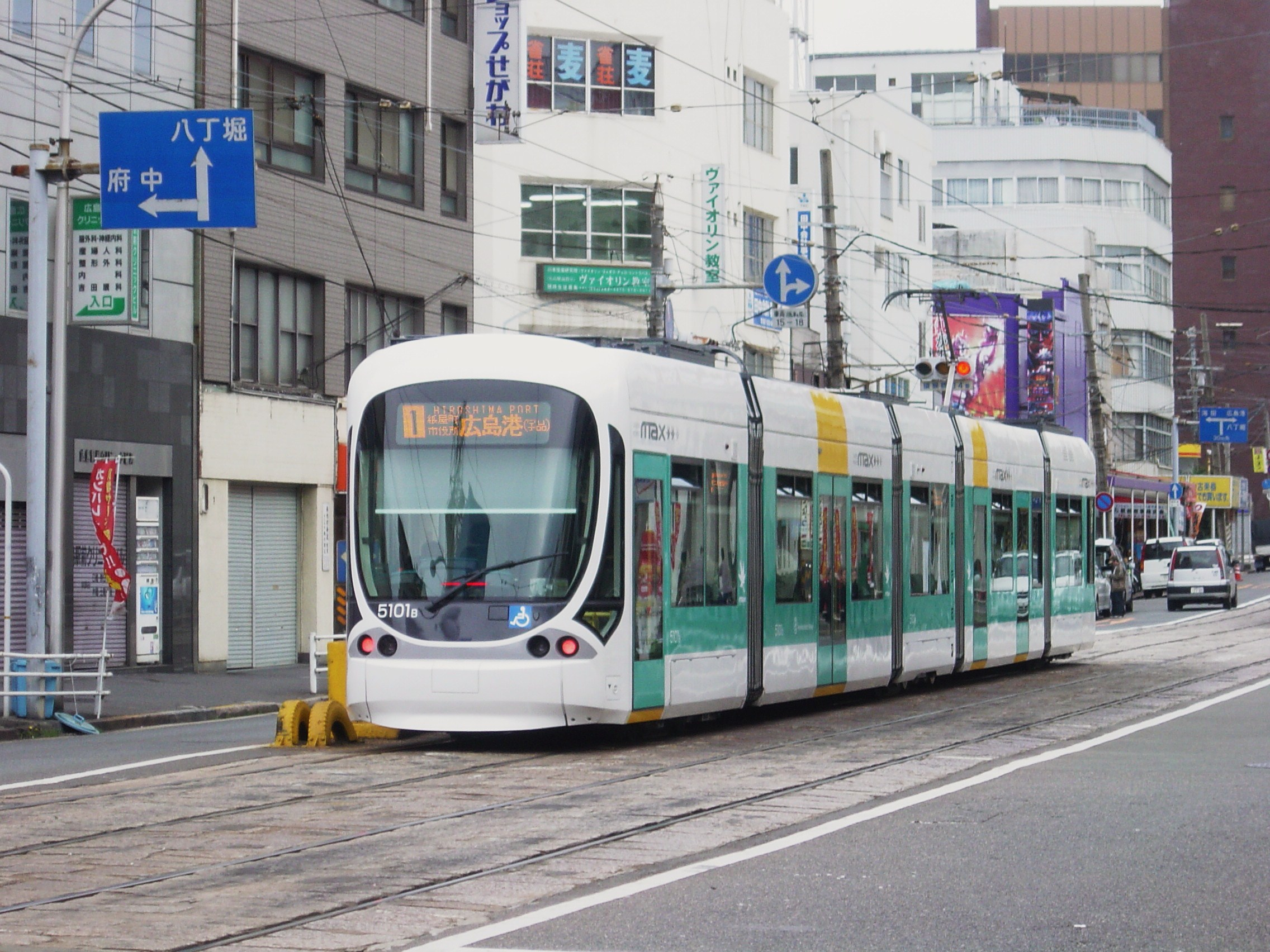
Green Mover Max- 在廣島最新型的電車

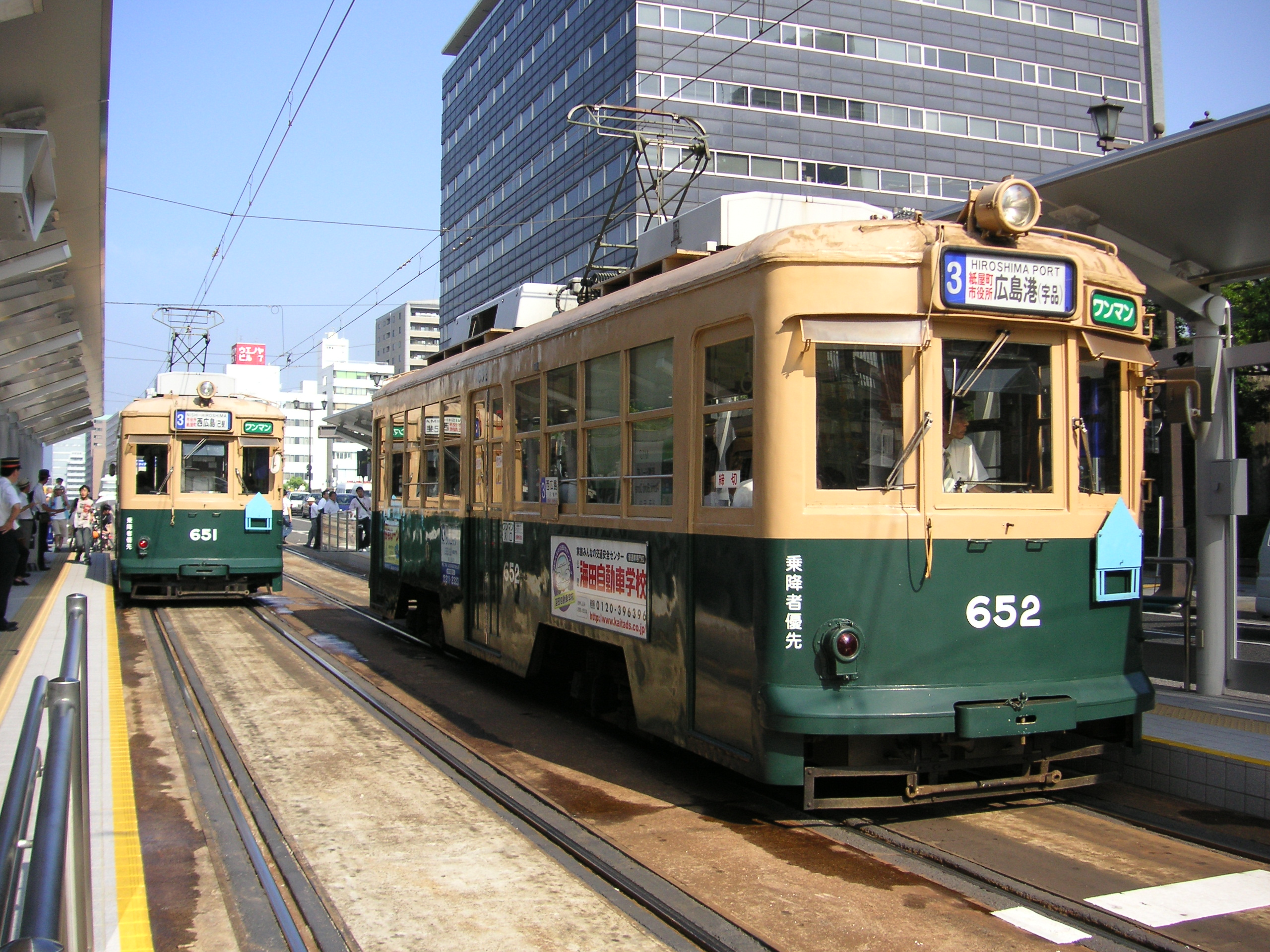
廣電651和652號車，廣島市原子彈爆炸中倖存下來 ，截至2017年中仍然運行

廣島電鐵株式会社（日语：／ Hiroshima Dentetsu */?），是日本廣島縣一家大眾運輸公司，成立於1910年6月18日。經營廣島縣周邊的軌道交通事業、巴士事業及不動產事業。一般略稱「廣電」（日语：広電），其巴士則有「藍巴士」（日语：青バス）的外號。廣島電鐵的路面電車路線規模為全日本最大，也是中國、四國地方規模最大的巴士公司。

## 企業歷史

### 年表
- 1909年秋：广岛电气轨道向广岛县提交轨道铺设申请[5]。
- 1910年6月18日：广岛电铁的前身广岛电气轨道成立[6]。
- 1912年11月23日：电车开业[6]。
- 1917年8月2日：与广岛瓦斯（现广岛燃气（日语：広島ガス））合并成立广岛瓦斯電軌[7]。
- 1922年8月22日：宮島線（己斐站 - 草津站区间）開業[8][7]。
- 1925年7月 - 与宫岛间汽船联络航线开通[9]。
- 1929年：

- 4月：参股广岛乘合自动车并参与经营（巴士事业开始）。
- 10月：己斐至宫岛间直营巴士线路开始运营 。

- 1931年2月：宫岛联络航线废止[12]。
- 1936年9月8日：乐乐园游园地（日语：楽々園遊園地）开业[12]。
- 1938年2月1日：与广岛乘合自动车合并[13]。成立自动车部[10]。
- 1941年4月1日：广岛商业实践女学校（现广岛修道大学广岛协创中学校・高等学校（日语：広島修道大学ひろしま協創中学校・高等学校））开校[13]。
- 1942年4月10日：运输事业自广岛瓦斯電軌分拆，成立广岛電鉄[13][14]。燃气事业恢复至原社名广岛瓦斯。[15][14]。
- 1943年4月：成立广岛电铁家政学校（日语：広島電鉄家政女学校），以弥补员工参战造成的劳动力短缺[16]。
- 1945年：

- 8月6日：因广岛市原子弹爆炸市内线全线关闭。本社搬迁至乐乐园。
- 8月9日：在6日原子弹爆炸中受损停运的市内电车部分区间重新开通。

- 1946年8月30日：本社迁回千田町[18][17]。
- 1949年6月：在广岛证券交易所上市[19][20]。
- 1954年6月10日：子会社广电观光成立[21]。
- 1956年8月1日：子会社广岛观光开发成立[21]。收购中国观光[19]。
- 1957年：

- 6月：子会社广岛观光汽船成立。
- 7月10日：收购广岛交通（出租车会社，而非现在的巴士会社）。
- 10月13日：乐乐园温泉开业。

- 1958年：

- 3月16日：投资宮島松大观光船。
- 4月1日：市内电车与宫岛线开始贯通运营。

- 1960年3月1日：广电兴产（現广电Store（日语：広電ストア），而非现在的广电兴产）成立[22]。
- 1961年：

- 2月1日：广電不动产成立。
- 6月1日：投资大和出租车。

- 1962年11月28日：投资备北交通（日语：備北交通）[23]。
- 1963年：

- 4月1日：广岛交通与银鳞出租车合并成立广电出租车。
- 9月1日：允许车辆进入电车轨行区间。

- 1964年3月28日：投资艺阳巴士（日语：芸陽バス）[23]。
- 1965年10月12日：广电宫岛Garden（日语：広電宮島ガーデン）设立[23]。
- 1969年7月16日：成立不动产事业部，全面参与不动产业务[8][24]。
- 1970年：广电Plaza（现Hiroden Plaza）成立[24]。
- 1971年：

- 4月：广电住宅产业（現广电建设）成立。
- 8月31日：乐乐园游园地闭园。
- 9月10日：投资广岛巴士。
- 12月1日：公安委员会禁止机动车进入轨行区域。

- 1973年：投票通过旗下广岛巴士违反反垄断法的问题的解决方案[25]。日后，所持股份将根据协议转让至增冈组（日语：増岡組）[26]。
- 1982年6月22日：广电兴产更名为广电Store[27]。
- 1991年4月：绿鸟・广电成立[19]。
- 1994年8月1日：现本社大楼竣工[28]。
- 1995年10月：广电Plaza更名为Hiroden Plaza[19]。
- 1997年：

- 4月：租赁汽车部废止，业务转让至广电观光。
- 12月：广电出租车将运输业务出售给第一交通产业（现广岛第一交通），并更名为广电兴产。

- 1998年12月：引入社内公司制[28]。
- 1999年：

- 1月：H・D西广岛成立。
- 3月：交通会館成立。

- 2000年3月：在东京证券交易所第二部上市[30][註 2]。
- 2002年12月24日：广电中国新闻旅行（日语：ひろでん中国新聞旅行）成立[30]。
- 2003年10月1日：广电中国新闻旅行的旅行部门与中国新闻旅行服务整合合并[32]。
- 2004年6月：宫岛松大观光船更名为宫岛松大汽船[32]。
- 2012年：

- 3月9日：广岛巴士转让艺阳巴士股权至本社，艺阳巴士成为附属子公司。
- 4月1日：接管吴市营巴士所有线路（吴市营巴士自3月31日起事业废止。）。

- 2014年1月16日：社内公司制废止[37]。
- 2015年7月13日：3辆有轨电车让渡至缅甸国铁[38]。
- 2020年：

- 1月22日：发布使用智能手机测试应用程序为列车司机提供操作支持和考勤管理的实证实验。
- 2月29日：位于宫岛对岸宫岛口的新旅客大楼开业。4月2日，附属商业设施“etto”开放。

- 2022年3月4日：宣佈將於2025年3月底中止PASPY使用の[41][42]。
- 2025年：

- 3月29日：PASPY正式停止使用（但全國通用IC卡仍可使用），並全面使用新付款系統MOBIRY DAYS。
- 4月24日：廣島電鐵宣布將於同年的8月3日開通連接廣島站和比治山町交叉點的新軌道線「站前大橋線」。
- 8月3日：站前大橋線正式開業，廣島站月台遷往JR車站二樓；猿猴橋町停留場廢站；的場町停留場、段原一丁目停留場暫時休業，另外為各車站重新編號。

## 鐵路及軌道事業
2014年1月起，鉄道及軌道业务由电车事業本社负责，该部门下设电车企划部、电车营业部和电车技术部，拥有总长35.1km的线路，包含6条轨道线（19.0km）及1条铁道线（16.1km），均采用1435mm标准轨轨距与直流600V供电。年客流量约为5500万人（其中市内線3780.8万人、宮島線1719.3万人），以客流量及线路线长度计算，该系统为日本规模最大的有轨电车系统。截至2016年3月末，市内线日均客流量为10.6万人次，宫岛线日均客流量为4.8万人次。

### 路線概述
| 路線名稱 | 路線名稱 | 長度   | 運行系統運行系統 | 運行系統運行系統 | 運行系統運行系統 | 運行系統運行系統 | 運行系統運行系統 | 運行系統運行系統 | 運行系統運行系統 | 運行系統運行系統 | 區間                              | 车站數 |
| -------- | -------- | ------ | ---------------- | ---------------- | ---------------- | ---------------- | ---------------- | ---------------- | ---------------- | ---------------- | --------------------------------- | ------ |
| 軌道線   | 本線     | 5.5km  | 1号線            | 2号線            | 3号線            | 5号線            | 6号線            | 7号線            | 8号線            | 9号線            | 廣島站(M01) - 廣電西廣島(M18)     | 18     |
| 軌道線   | 宇品線   | 5.7km  | 1号線            |                  | 3号線            | 5号線            |                  | 7号線            |                  |                  | 紙屋町(M07/M08) - 廣島港(U18)     | 19     |
| 軌道線   | 江波線   | 2.6km  |                  |                  |                  |                  | 6号線            |                  | 8号線            | 9号線            | 土橋(M12) - 江波(E06)             | 7      |
| 軌道線   | 橫川線   | 1.4km  |                  |                  |                  |                  |                  | 7号線            | 8号線            |                  | 十日市町(M13) - 横川站(Y04)       | 5      |
| 軌道線   | 皆實線   | 2.5km  |                  |                  |                  | 5号線            |                  |                  |                  |                  | 稻荷町(M01) - 皆實町六丁目(U09)   | 7      |
| 軌道線   | 白島線   | 1.2km  |                  |                  |                  |                  |                  |                  |                  | 9号線            | 白島(W04) - 八丁堀(M05)           | 5      |
| 鐵道線   | 宮島線   | 16.1km |                  | 2号線            |                  |                  |                  |                  |                  |                  | 廣電西廣島(M18) - 廣電宮島口(M38) | 21     |

- 车站数包含临时站。

軌道線
统称为市内線，全线基本均为并用轨道，各线路间均相互直通，共组成8个运行系统（不含0号线）。广岛电铁将电车运行系统称为“○号线”，如1号线、2号线等（广电巴士和广岛巴士亦如此）。
2号線（广电西广岛站 - 紙屋町東/西 - 广岛站）使用列车全部为掛接列車（除时刻表混乱情况外）。1号线（广岛港 - 紙屋町東 - 广岛站）在白天由掛接列車和單輛車混合运营，5号线和8号线在通勤和上学时间也有部分掛接列車运营。
在每年8月6日广岛原子弹爆炸忌日，乘务员及乘客会在上午8时15分默哀1分钟。在原爆圆顶馆附近运行的列车在临近上午8时15分时会在附近的站点临时停车。
鐵道線
宮島線与西日本旅客铁道（JR西日本）山阳本线基本平行。全线为专用轨道。线路在广电西广岛站与轨道线接轨并贯通运营，具体请参见广岛電鉄宮島線。在宮島線运行的2号线连接了原子弹爆炸遗址前停留场站前的原爆圆顶馆与距廣電宮島口站最近的严岛神社两大世界遗产。

### 運行系統
隨2025年8月3日「站前大橋線」開通，除本線及皆實線作出了調整外，3、7、9號線也作出了修改。
| 路線    | 運行區間                                                                         | 車站數                                                                           | 所需時間                                                                         | 最密間隔                                                                         | 備注 |
| ------- | -------------------------------------------------------------------------------- | -------------------------------------------------------------------------------- | -------------------------------------------------------------------------------- | -------------------------------------------------------------------------------- | --- |
|         | 廣島站#廣島電鐵 -（纸屋町東）- 广島港                                            | 25                                                                               | 44分                                                                             | 12分                                                                             | 以掛接車為主，少於3成的班次為單輛車，由千田車庫管轄。                                                                |
|         | 广島駅 -（八丁堀・广电西广岛）- 廣電宮島口                                       | 38                                                                               | 66分                                                                             | 10分                                                                             | 唯一行經屬「鐵道線」規格的路線，近乎全數採用掛接車，只有非正式情況下才會使用單輛車。荒手車庫管轄。                   |
|         | 广电西广岛 -（紙屋町西）- 廣電本社前                                             | 18                                                                               | 34分                                                                             | 15分                                                                             | 2023年7月24日起由廣島港縮短至廣電本社前。只限上、下午繁忙時間行駛。千田車庫管轄。 採用單輛車或掛接車。               |
|         | 广島駅 -（比治山下・皆実町六丁目）- 广島港                                       | 17                                                                               | 29分                                                                             | 12分                                                                             | 唯一行經皆實線的路線，2025年8月3日起改經新路。繁忙時間採用掛接車，其餘時間為單輛車。千田車庫管轄。                   |
|         | 广島駅 -（八丁堀・土橋）- 江波                                                   | 18                                                                               | 34分                                                                             | 15分                                                                             | 江波車庫管轄。通常採用單輛車，間中使用1000系低地台掛接車。                                                           |
|         | 横川站 -（十日市町・紙屋町西）- 廣島港                                           | 25                                                                               | 48分                                                                             | 12分                                                                             | 2023年7月24日起由廣電本社前延長至廣島港，千田車庫管轄。採用單輛車或掛接車。                                          |
|         | 横川站 -（十日市町・土橋）- 江波                                                 | 12                                                                               | 24分                                                                             | 15分                                                                             | 江波車庫管轄。單輛車為主，間中會有1000系短掛接。                                                                     |
|         | 白島 - 八丁堀（-（土橋）- 江波）                                                 | 5 (18)                                                                           | 8分（37分）                                                                      | 10分                                                                             | 大部份班次只限白鳥～八千堀間，只有早上兩班上行及晚上2班下行伸延至江波。江波車庫管轄。用車兩架，單輛車及掛接車各1架。 |
| 0号系統 | 前往广電本社前班次（除横川站发车外）、前往日赤病院前班次、临时系统、训练车辆等。 | 前往广電本社前班次（除横川站发车外）、前往日赤病院前班次、临时系统、训练车辆等。 | 前往广電本社前班次（除横川站发车外）、前往日赤病院前班次、临时系统、训练车辆等。 | 前往广電本社前班次（除横川站发车外）、前往日赤病院前班次、临时系统、训练车辆等。 | 前往广電本社前班次（除横川站发车外）、前往日赤病院前班次、临时系统、训练车辆等。                                     |

- 因忌讳原因不存在4号線。
- 各系统均有仅在部分区间运营的服务。
- 车站数包含临时站。纸屋町站包含纸屋町东与纸屋町西站，被算作一个站点。
- 表中所记为白天運行间隔。

在1971年5月6日之前，“7号线”是连接广岛站和横川站的运行系统，2003年4月20日起在现行路线重开。

### 曾规划的线路
广岛瓦斯电气时期曾计划铺设一条连接广岛市和吴市的铁道线路。该计划于1919年12月20日提出申请，计划中吴一侧的终点规划在三津田桥附近，同时，还提交了延长至本通的轨道线路特许申请。但当时，由于将与省线（吴线）产生竞争，申请被拒绝。随后，规划缩短为由广岛至船越，并于1926年2月18日取得了许可。建设该线路的目的是为日本制钢所广岛制作所提供通勤运输，但南线规划因阻碍河船交通而被放弃，随后的北线计划也因将与省线竞争而数次推迟开工。1931年8月5日，线路许可失效。而从电车宫岛站（现广电宫岛口站）到山口县岩国市铺设线路的申请未取得许可。另外，也曾存在过从横川至甲田町（現安艺高田市）的甲立的线路计划。
1927年，广岛商工会议所发表了《大广岛的建设》，提出了由横川线延伸至江波的线路（后来实现为江波线），从的场町经段原町至鷹野橋的线路（后来实现为皆实线），从己斐经由观音桥、住吉桥、鷹野橋至段原町的路线，从横川经由白岛至广岛站的路线，以及从猿猴橋经尾長町至府中的路线，广岛燃气电气铁道以此为基础制定了蓝图，但其中大部分线路都没有实现。
二战期间的1945年7月，由天满町至昭和新开（现观音新町）之间的线路（约3km）获得建设许可，用于三菱重工业广岛机械制作所的员工通勤。建设线路的资金及材料由三菱重工业与拆解白岛线为单线所提供。然而，由于同年8月广岛的原子弹爆炸使得市内线遭到破坏，建设工程无法启动，1959年该特许被申请废止并最终失效。

### 沿线风景

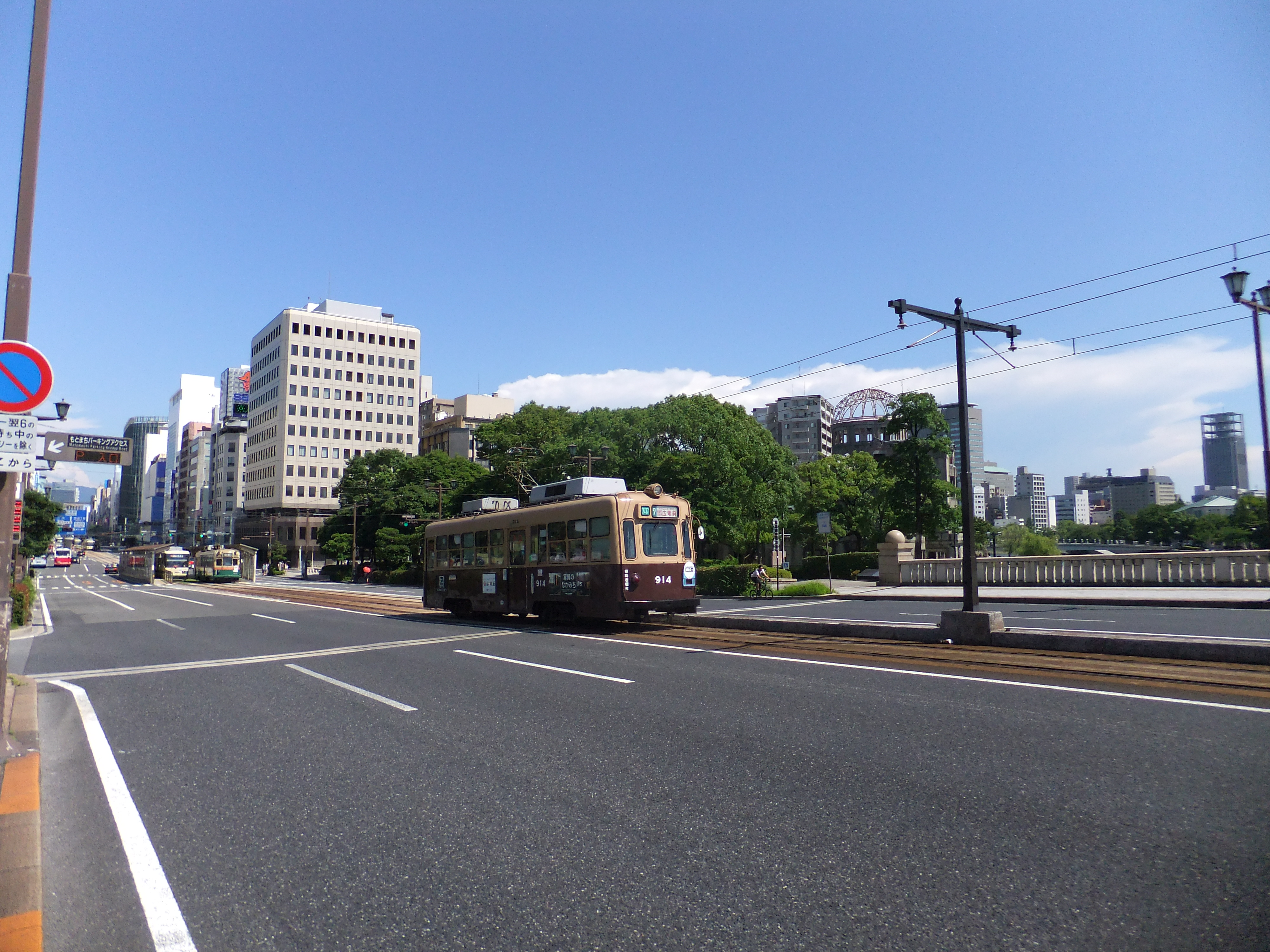
原子弹爆炸遗址前停留场附近的列车
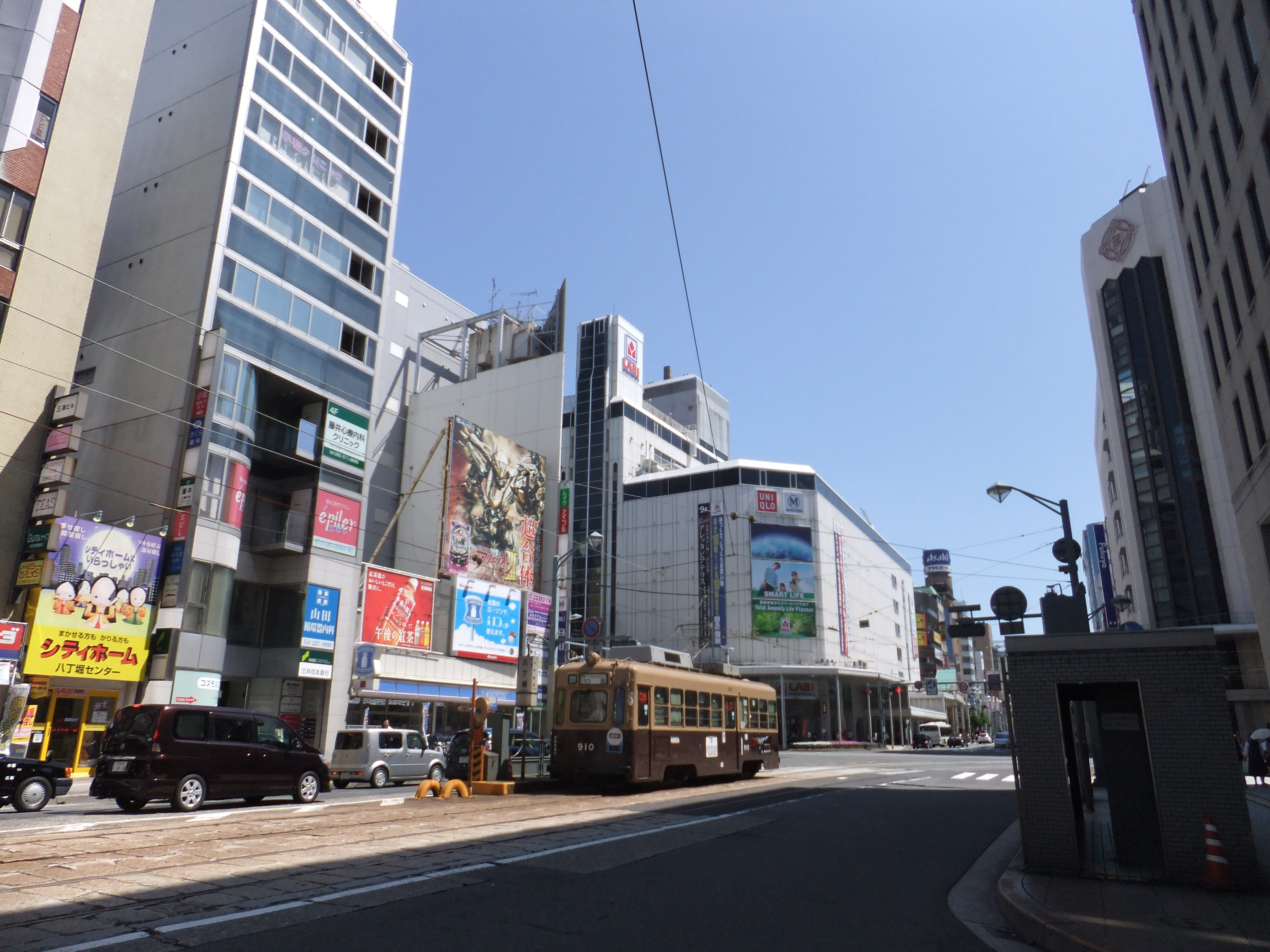
白岛线上的八丁堀停留场
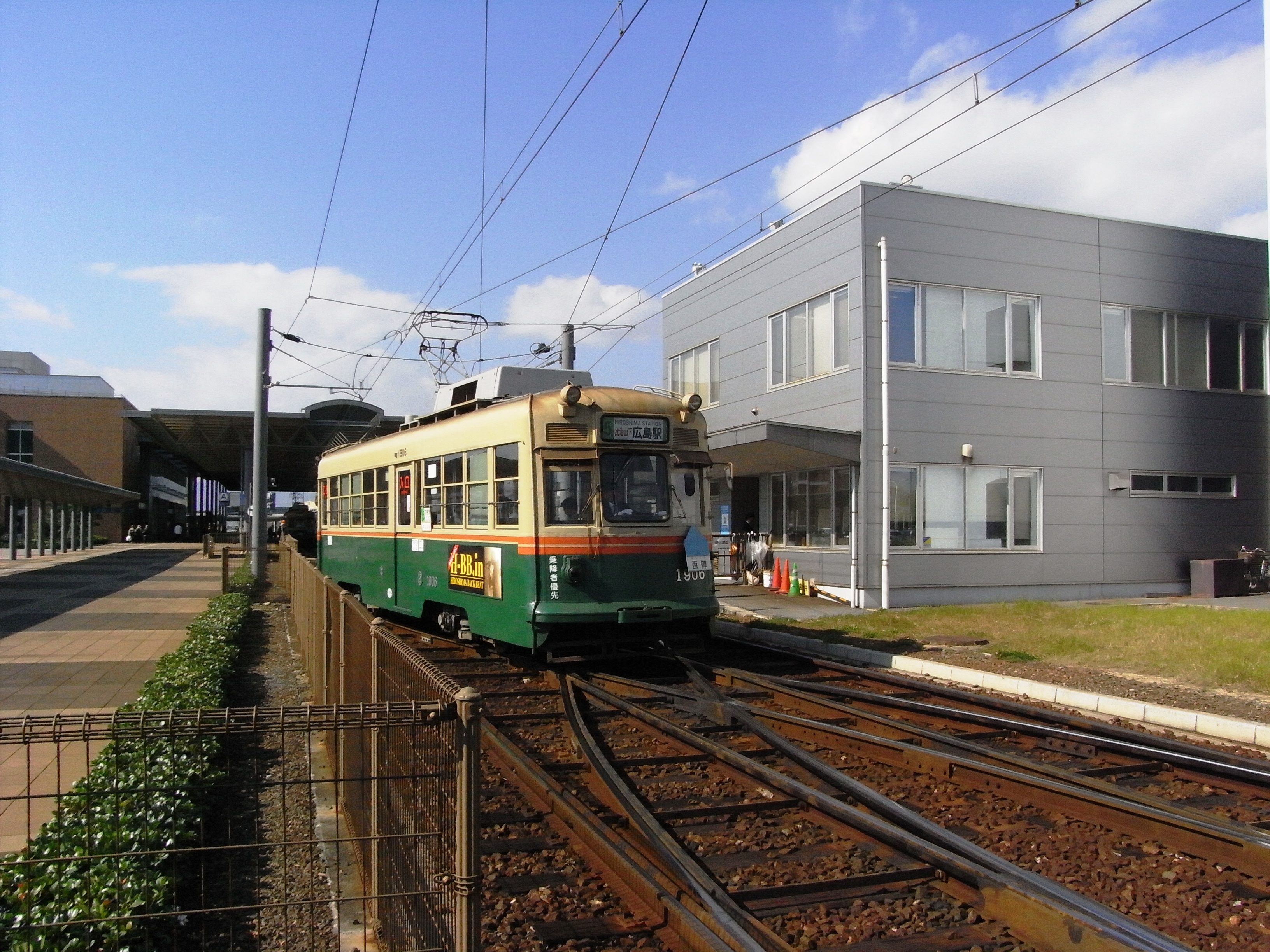
广島港周边
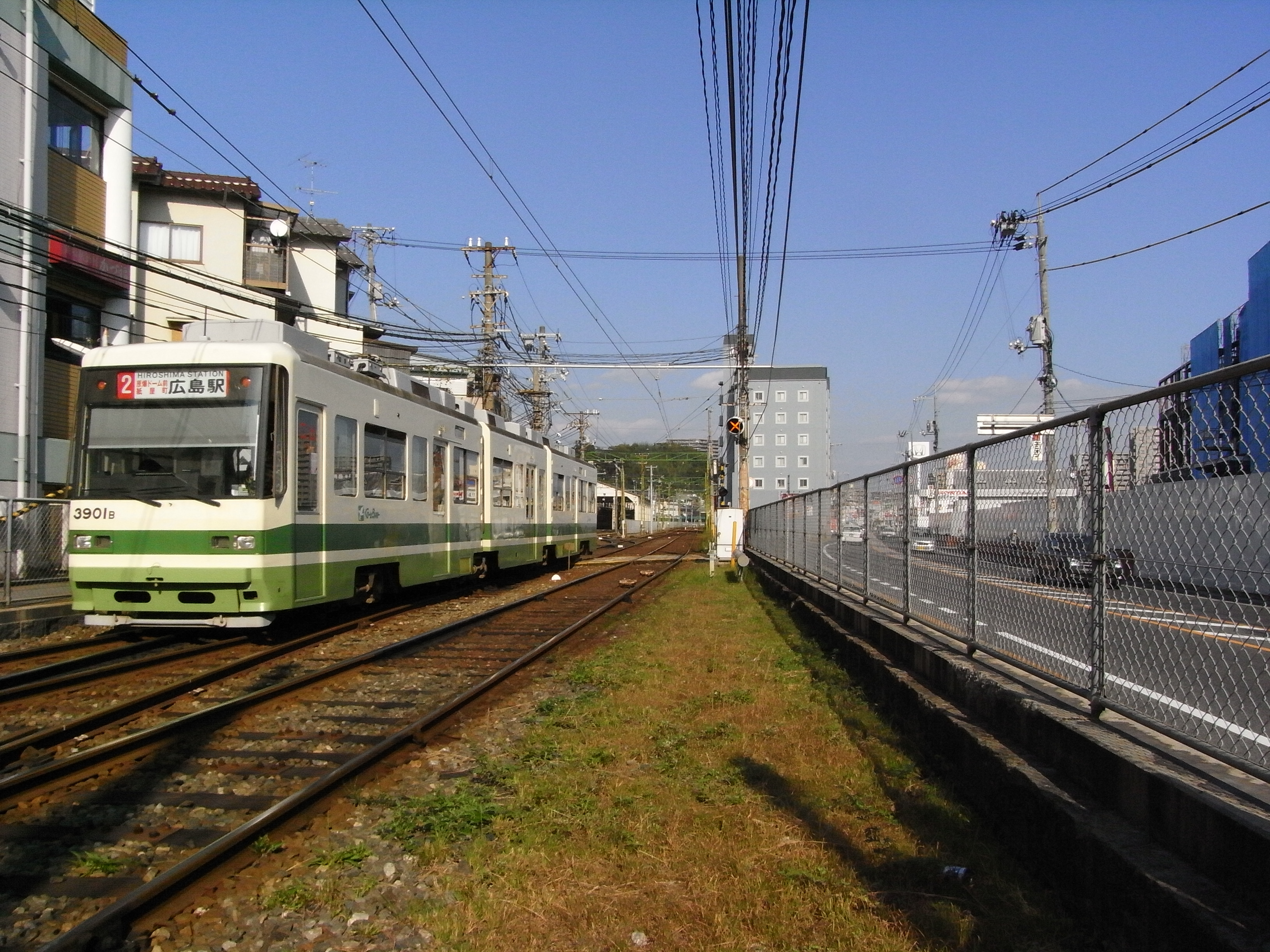
荒手車庫周边
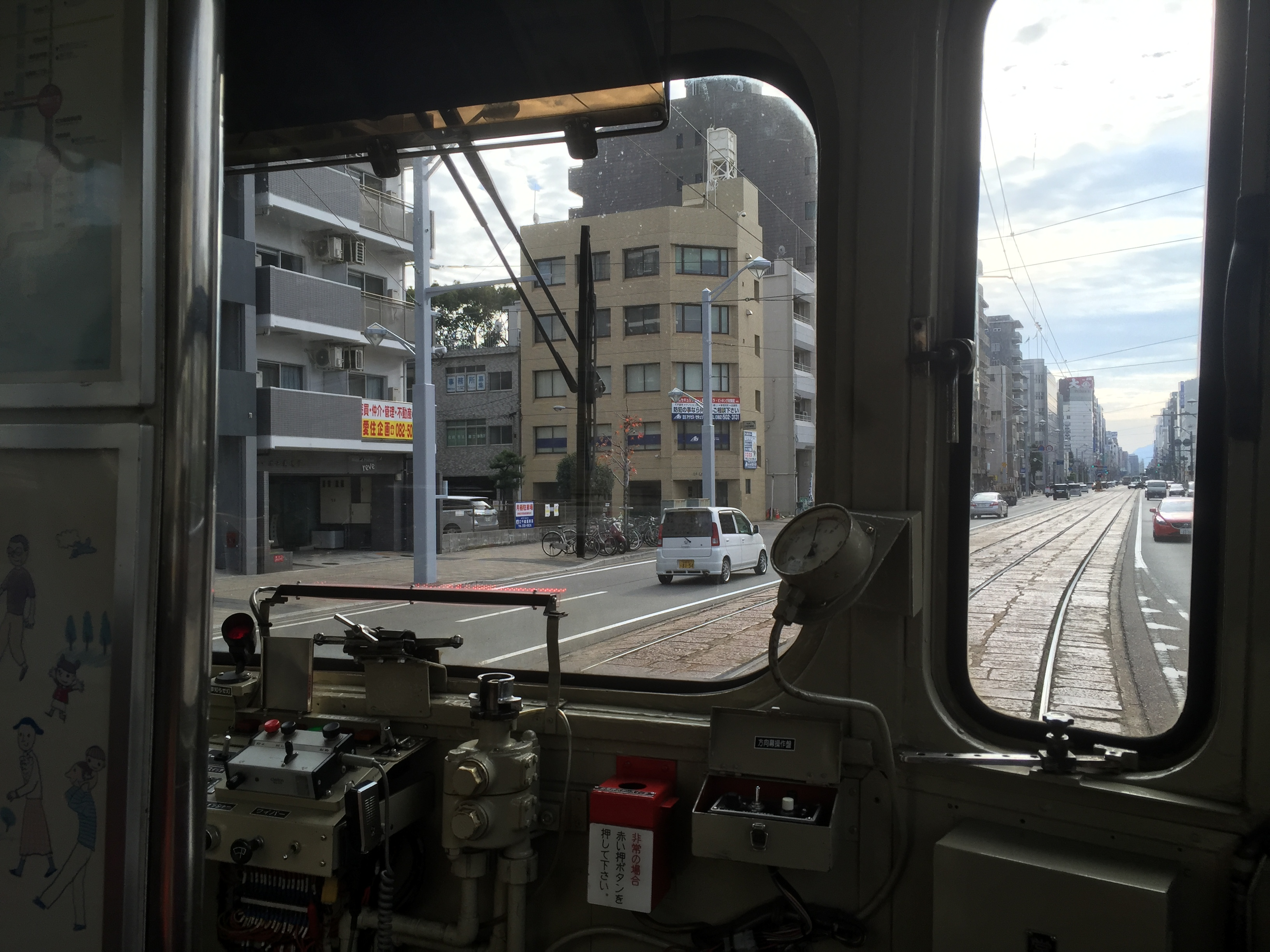
从白岛线车内展望路线。
- 影片

### 票价及乘车方法
現時广岛电铁市内线实行单一票价，成人票价240日元，儿童票价120日元。使用MOBIRY DAYS付款的話，宮島線會採用專用價格表收費，接續軌道線則全為220日元（儿童票价110日元）。每位成人或儿童最多可带领3名幼儿，幼儿免费乘车。残疾人与最多两名照顾者可免费乘车。
车费在下车时直接用现金、IC交通卡或其他非接觸式方法向票箱支付。除广电宫岛口站和临时应对大客流外各车站均不售票。单车厢列车从车体中央的门上车，从前门下车。铰链式列车从车体中央的两车门上车，从前后两门下车。2018年5月10日起，针对不多人使用的IC交通卡乘客，在1000型电车上推出了可以从所有车门下车的信用乘车方式。此外，在广岛站和广电西广岛等主要电车站，以及举办活动时的一些电车站（如举办广岛花卉节和稻荷参时的八丁堀停留場，举行广岛和平纪念仪式时的原子弹爆炸遗址前停留场等），站台会有工作人员携移动票箱收费，乘客也可在乘车门下车。在可使用MOBIRY DAYS的车辆上，可使用票箱在车内为其充值，但隨原有的IC卡系統PASPY已於2025年3月29日起停用。雖然列車現時仍然可以使用全國通用IC卡，但不再能為其增值（即如IC卡金額不足，系統將不接受，乘客須改以其他方式付款），也不再享用10%折扣。
计次票于2009年10月停止发售后仍可继续使用，2019年12月31日起停止使用后，退款工作亦在2020年3月31日结束。

#### 票价制度变迁
- 此节表中货币单位均为日元

| 年月日                 | 票价体系 | 票价    | 票价 （白島線） | 备注                                                              |
| ---------------------- | -------- | ------- | --------------- | ----------------------------------------------------------------- |
| 1912年11月23日（开业） | 区間计费 | 2钱     | -               | 2区间以上每区间增加2钱                                            |
| 1918年11月29日         | 单一票价 | 3钱     | -               |                                                                   |
| 1919年11月20日         | 单一票价 | 4钱     | -               |                                                                   |
| 1922年4月12日          | 区間计费 | 3钱     | -               | 2区间以上每区间增加1钱                                            |
| 1926年11月11日         | 单一票价 | 5钱     | -               |                                                                   |
| 1942年4月10日          | 单一票价 | 7钱     | -               |                                                                   |
| 1944年4月22日          | 单一票价 | 10钱    | -               |                                                                   |
| 1946年2月1日           | 单一票价 | 20钱    | -               |                                                                   |
| 1946年7月1日           | 单一票价 | 30钱    | -               |                                                                   |
| 1947年3月1日           | 单一票价 | 40钱    | -               |                                                                   |
| 1947年8月7日           | 单一票价 | 1圆     | -               |                                                                   |
| 1948年2月4日           | 单一票价 | 2圆     | -               |                                                                   |
| 1948年5月18日          | 单一票价 | 3圆50钱 | -               |                                                                   |
| 1948年8月10日          | 单一票价 | 6圆     | -               |                                                                   |
| 1950年5月15日          | 单一票价 | 8圆     | -               |                                                                   |
| 1951年11月15日         | 单一票价 | 10圆    | -               |                                                                   |
| 1954年11月10日         | 单一票价 | 13圆    | -               | 往返25圆                                                          |
| 1962年3月20日          | 单一票价 | 15圆    | -               |                                                                   |
| 1965年8月28日          | 乘切计费 | 15圆    | -               | 乗切制導入                                                        |
| 1968年1月16日          | 乘切计费 | 20圆    | 15圆            | 引入白島線单独计费模式                                            |
| 1970年6月25日          | 乘切计费 | 30圆    | 20圆            |                                                                   |
| 1973年1月15日          | 乘切计费 | 40圆    | 30圆            |                                                                   |
| 1974年10月17日         | 乘切计费 | 60圆    | 40圆            |                                                                   |
| 1976年11月14日         | 乘切计费 | 70圆    | 50圆            |                                                                   |
| 1978年11月24日         | 乘切计费 | 80圆    | 60圆            | 暫定票价（仅本线）                                                |
| 1979年11月1日          | 乘切计费 | 90圆    | 60圆            | 暫定票价取消                                                      |
| 1981年4月1日           | 乘切计费 | 100圆   | 70圆            | 暫定票价（仅本线）                                                |
| 1982年2月1日           | 乘切计费 | 110圆   | 70圆            | 暫定票价取消                                                      |
| 1983年12月1日          | 乘切计费 | 120圆   | 80圆            |                                                                   |
| 1989年12月9日          | 乘切计费 | 130圆   | 90圆            | 接续乘车时需另付50圆 因消費税引入修订                             |
| 1997年11月1日          | 乘切计费 | 150圆   | 100圆           | 接续乘车时无需付费 2001年4月10日至2002年4月9日社会实验期间为120圆 |
| 2014年4月1日           | 乘切计费 | 160圆   | 110圆           | 接续乘车时无需付费 因消費税上调而修订                             |
| 2017年8月1日           | 乘切计费 | 180圆   | 130圆           |                                                                   |
| 2019年10月1日          | 乘切计费 | 190圆   | 130圆           | 因消費税增加而修订                                                |
| 2025年4月9日           | 乘切计费 | 220圆   | 160圆           |                                                                   |

| 年月日                | 票价体系 | 票价                                                                        | 备注                                                    |
| --------------------- | -------- | --------------------------------------------------------------------------- | ------------------------------------------------------- |
| 1922年8月22日（开业） | 区間计费 | 2区間以内每区間增加4钱 3区間以上每区间增加3钱                               |                                                         |
| 1942年4月1日          | 里程计费 | 每公里2.16钱                                                                | 引入里程计费制度                                        |
| 1944年4月1日          | 里程计费 | 每公里2.50钱                                                                |                                                         |
| 1945年4月1日          | 里程计费 | 每公里3.00钱                                                                |                                                         |
| 1946年4月1日          | 里程计费 | 每公里7.50钱                                                                |                                                         |
| 1947年3月1日          | 里程计费 | 每公里9.50钱                                                                |                                                         |
| 1947年7月7日          | 里程计费 | 每公里35钱                                                                  |                                                         |
| 1948年5月1日          | 里程计费 | 每公里1圆45钱                                                               | 由于国铁票价调整而修订                                  |
| 1951年11月15日        | 里程计费 | 每公里1圆90钱                                                               | 引入长途递减计费制                                      |
| 1952年12月1日         | 里程计费 | 每公里2圆20钱                                                               |                                                         |
| 1953年3月20日         | 里程计费 | 每公里2圆25钱                                                               | 由于国铁票价调整而修订                                  |
| 1954年11月10日        | 里程计费 | 每公里2圆70钱                                                               |                                                         |
| 1957年7月1日          | 里程计费 | 每公里3圆5钱                                                                |                                                         |
| 1962年3月20日         | 区間计费 | 10-50圆5区间                                                                | 引入区間计费制                                          |
| 1965年8月28日         | 区間计费 | 15圆起步，每区间增加10圆（上限6区间）                                       |                                                         |
| 1968年1月16日         | 区間计费 | 20圆起步，每区间增加10圆（上限6区间）                                       |                                                         |
| 1970年6月25日         | 区間计费 | 20圆起步，每区间增加10圆（上限7区间）                                       |                                                         |
| 1973年1月15日         | 里程计费 | 1-3km内30圆、4-6km内40圆、 7-17km内每2km增加10圆                            |                                                         |
| 1974年10月17日        | 里程计费 | 1-3km内40圆、 4-17km内每3km增加20圆                                         |                                                         |
| 1976年11月4日         | 里程计费 | 1-3km内60圆、 4-17km内每3km增加20圆                                         |                                                         |
| 1978年11月24日        | 里程计费 | 1-3km内70圆、 4-17km内每3km增加20圆                                         |                                                         |
| 1981年4月1日          | 里程计费 | 1-3km内80圆、 4-17km内每3km增加20圆                                         |                                                         |
| 1983年12月1日         | 里程计费 | 1-3km内90圆、4-6km内110圆、 7-10km内140圆、11-14km内160圆、 15-17km内180圆  |                                                         |
| 1989年12月9日         | 里程计费 | 1-3km内100圆、4-6km内120圆、 7-10km内150圆、11-14km内170圆、 15-17km内190圆 | 因消費税引入修订                                        |
| 1997年11月1日         | 里程计费 | 1-3km内120圆、4-6km内140圆、 7-10km内170圆、11-14km内190圆、 15-17km内210圆 | 因消費税上调而修订 2014年4月1日消费税上调时票价未做调整 |
| 2017年8月1日          | 里程计费 | 1-3km内140圆、4-6km内160圆、 7-10km内190圆、11-14km内210圆、 15-17km内230圆 |                                                         |

| 年月日         | 优惠额                                                       | 备注                                 |
| -------------- | ------------------------------------------------------------ | ------------------------------------ |
| 1978年11月24日 | 鉄道10圆+軌道10圆                                            | 引入鉄軌道直通优惠、轨道使用暫定票价 |
| 1979年11月1日  | 鉄道10圆+軌道20圆                                            | 轨道暫定票价取消                     |
| 1981年4月1日   | 鉄道15圆+軌道35圆                                            |                                      |
| 1983年12月1日  | 鉄道30圆+軌道30圆                                            |                                      |
| 1989年12月9日  | 鉄道30圆+軌道40圆                                            |                                      |
| 1997年11月1日  | 鉄道50圆+軌道40圆                                            |                                      |
| 2014年4月1日   | 鉄道70圆+軌道40圆                                            |                                      |
| 2019年10月1日  | 鉄道線1-3km内鉄道40圆+軌道100圆、 4-17km内鉄道50圆+軌道100圆 |                                      |

#### 换乘制度及换乘券
如所乘电车无法直接抵达目的地，可在当日满足以下条件时在各线路接续站点（广電西广島、土橋、十日市町、紙屋町（紙屋町東・紙屋町西・本通）、八丁堀、的場町、皆实町六丁目）及运行系统的终点站（日赤医院前（仅限下行）、广電本社前、宇品二丁目）进行换乘，可享受连续计费。
- 没有自起点到目的地的直通运行系统[91]
- 如果到指定的车站换乘，可前往目的地的车次数会增加[91]

换乘时，对于现金支付，乘客将在前序电车结算票价时收到一张“换乘券”，在接续列车下车时凭“换乘券”支付差额票价。对于IC卡支付，在30分钟内换乘，会自动采用连续收费。
2019年10月1日，“市内线IC卡再乘车服务”推出，当使用IC卡乘车时，在所有市内线站点下车后60分钟内重新乘车均可连续计费（同站反向乘车除外）。

#### 免费乘车券
2020年3月10日起，开始发售以下3种纸质刮刮式免费乘车券及MOBIRY电子车票。纸质刮刮式免费乘车券可在电车内（广岛周游券除外）与广岛站电车客服中心电车定期券柜台购买，电子车票可使用信用卡支付。
電車一日乗車券 (1Day Streetcar Pass)（纸质）・广電電車乗車券（电子车票）
可不限次搭乘电车全线（市内线、宫岛线）的免费车票。纸质车票仅一日票一种，有效期为1天，电子车票两种，分为8小时票和24小时票，有效期分别为8小时与24小时。广電電車乗車券（8小时）（电子车票）售价为大人600日圆、儿童300日圆，電車一日乗車券（纸质）与广電電車乗車券（24小时）（电子车票）售价为大人700日圆、儿童350日圆。
一日乗車乗船券 (1Day Streetcar & Ferry Pass)（纸质） ・广電電車乗車乗船券（电子车票）
可不限次搭乘电车全线全線及宮島松大汽船（宮島口栈桥 - 宮島栈桥）的免费车票。有效期为1天（纸质）及24小时（电子车票）。票内同时含有宫岛索道（红叶谷 - 狮子岩）折扣。售价为大人900日圆、儿童450日圆。
广岛周游券 (Visit Hiroshima Tourist Pass)
2019年4月15日起发售的免费乘车券。纸质有1日通票、2日通票、3日通票三种，电子车票有24小时票、48小时票、72小时票3种。可不限次搭乘电车全线全線、宮島松大汽船与指定区间内的路线巴士（包含他社线路）。售价为1日通票（纸质）/24小时票（电子票）1,000日圆，2日通票（纸质）/48小时票（电子票）1,500日圆，3日票（纸质）/72小时票（电子票）2,000日圆。由于是广岛县巴士协会提议的免费乘车券，因此在广电和广岛巴士的窗口均有出售。
在2020年3月9日前，曾发售有可无限次搭乘电车全线、宮島松大汽船、指定区间内的路线巴士（包含他社线路）及一部分高速巴士（1日通票除外）的免费乘车券，售价为1日通票1,000日圆、2日通票4,000日圆、3日通票8,000日圆。在广电及广岛巴士、艺阳巴士、尾道巴士、中国巴士、备北交通、岩国巴士的窗口均有贩卖。

#### 租赁
平日10:00至16:00之间，可以以单次15,000日圆的价格租用市内线单车厢整车。也可以另行付费租用铁轨道直通或宫道线的铰接式列车。通常无法指定租用车辆，但用于和平研究的活动可指定经历原子弹爆炸的电车650形电车。

### 未来规划

#### 站前大桥线及环状线建设
2010年5月12日，即将在同年6月29日广岛电铁董事会会议上就任社长的越智秀信表示，将建设一条名为“站前大桥线”的新有轨电车线路，连接JR广岛站和南区稻荷町，并计划在2016-2017年开通运营。
之后，两社对线路接入广岛站的方式产生了分歧，JR一方希望结合广岛站改建计划使用高架接入，而广电方面则希望采用地下接入。2013年1月，随着越智社长被降职，计划被重新审查。同月18日，新任社长宣布将计划变更为高架方式接入。
广岛市成立了由学术专家等组成的“广岛站南口广场再开发基本政策审查委员会”，并于2010年8月31日举行了第一次会议，审议了包括站前大桥线路线等事项。2013年6月，评审委员会一致同意了“高架式”的方案，并于2013年8月到2014年5月间举办了四次居民说明会。在当初的计划中，广岛站前向东绕行的本线广岛站和稻荷町之间的现有路线将被废除，同时将新建一条从稻荷町到站前大桥的轨道，并在站前大桥处抬升为高架线接入广岛站大楼。同时，皆实线将难以经由的場町接入站前大桥线（即比治山下→段原一丁目→的場町→广島站走向），因此皆实线将改建为由比治山町交差点（在比治山下与段原一丁目之间）引出，经由松川町交差点并在稻荷町接入站前大桥线。根据该计划，本线稻荷町至广岛站区间、皆实线比治山町交差点与的場町之间的两区间与其间三个车站（猿猴橋町、的場町、段原一丁目）将被废止，松川町地区将新建电车站以作替代。此外，广电巴士计划将开设广岛站为起点的替代巴士，作为对废弃电车站附近居民的补偿措施。然而，沿线居民对取消电车站和替代巴士服务形态（巴士路线以广岛站为起点，去往闹市区八丁堀及紙屋町必须换乘）提出了了许多反对意见，广岛市也声明将重新审查该方案。但随后在2014年1月的第3次地方说明会阶段，作为对反对意见的回应，经数次审查后仍然认为如果将现有皆实线保留至的場町電停的现有线路，延长至站前大桥南侧交差点汇入新建站前大桥线，对于电车及机动车的安全及信号安排均较为困难。此外，对于在稻荷町交差点设置一条由的場町方面连接广岛站方面的轨道（即比治山下→段原一丁目→的場町→稻荷町→广島站走向）的建议，也被认为将明显增大车辆行人通过路口的长度而较难实施。
2014年3月，反对废除的場町及段原一丁目车站的沿线居民委员会提出了建设不拆除这两个车站的新环线建议。该方案提出由本线稻荷町方面修建一条新轨道连接皆实线段原一丁目方面，经审查，该方案能够在保障的場交差点的交通信号和行车安全情况下实施。此外，在此方案下，两个站点都将保留，虽然不能再直达广岛站，但沿线居民可以直达八丁堀和紙屋町地区，因此普遍持积极态度。此外，提案当时，广岛市区只有主要由游客使用的定期观光巴士作为循环交通工具，广岛市亦认为电车环状线将有助于增加客流量并促进城市的振兴。而另一方面，该方案将取消猿猴橋町站，但周边的巴士站将整合至该站附近，以确保各电车站的便利性，因此替代巴士的方案亦被取消。
2014年9月2日，经与JR西日本和广岛电铁、审查委员会等协商后，广岛市公布了“广岛站南口广场再开发基本方针”。该方案中，循环线路方案及原定的代替废止车站在松川町新建电车站以及在稻荷町增设站台等提案均被保留。
2019年3月27日，广岛电铁正式公布了建设站前大桥线和循环线的计划。方案沿袭广岛市2014年公布的方针，包含新建“广岛站-（站前大桥）-稻荷町-松川町（暂定名）-比治山下”之间新线路，废止改行站前大桥的本线“广岛站-猿猴橋町-的場町”区间，为新设循环路线“紙屋町-八丁堀-的場町-段原一丁目-皆实町六丁目-市役所前-神谷町”在的場町附近新建轨道（稻荷町-段原一丁目方面），以及整合现有车站的计划。广岛电铁于2019年4月根据《轨道法》提交了特许申请，工程计划于2020年开工，于2025年春季投入运营。

#### 广电宫岛口站移设
2020年2月29日，新宫岛口渡轮码头启用，同年4月2日，毗邻的广电宫岛花园商业设施“etto”开业。在此之前，广电宫岛花园的旧商业设施“红叶本阵”于2019年12月10日关闭，广岛电铁计划利用该商业设施拆除后的用地，将广电宫岛口站移设至目前站体东侧，使得乘客可不横穿道路即可与渡轮码头换乘。计划中广电宫岛口站与红叶本阵旧址之间的道路将搬迁至车站西侧，并修建匝道横跨轨道连接立体停车场（进入松大汽车渡轮码头方式不详）。工程计划于2020年动工，并在2022年底开放。

#### 延伸至出岛地区
2019年4月，有报道称广岛电铁计划延伸至广岛市南区出岛地区正在建设的填海地。该计划中宇品线将由现在的终点广岛港延伸1.2km至广岛市立广岛特别支援学校南侧的填海区，并在新的终点附近建设车辆段。预计建设将在2024年填海完成后开始。

#### 消除本线曲柄路段
由于连接广岛站和广电西广岛站的本线沿道路修建，形成了类似曲柄的弯曲走向，对长列车的运行造成了困难，1997年9月，广岛电铁宣布计划修建一条连接广岛站和广电西广岛站的新线路，途经平和大通、站前通与站前大桥，并提交了许可申请。一方面平和大通路幅宽度足以铺设双轨。另一方面消除曲柄路段后，长列车可在站点间以高速运行，将大大提升乘客便利性。随后，广岛电铁立即与广岛市、市民和交通委员会进行了数次谈判，但当时广岛市想利用广岛新交通1号线建设东西线，计划并未被许可。然而，由于新体育场建设等大型项目的开工、广岛新交通1号线已开通路段的赤字扩大导致广岛市赤字规模上升，以及国家推动有轨电车转换为LRT的政策，公共交通部门开始重新考虑改善现有有轨电车及巴士的发展规划。随后，广岛电铁在2002年前曾多次发表修改后的方案（最终方案中仅修建平和大通西端西观音町电车站至江波線为止的路段），但由于广岛市无法解决改建绿大桥的费用等原因，该计划已被搁置。

## 巴士服務
市内
- 2號線：縣廳 - 東區 - 府中町
- 3號線：廣島站 - 廣島市政府 - 觀音
- 4號線：縣廳 - 廣島站 - 仁保
- 5號線：牛田早稻田 - 廣島站 - 廣島大學醫院
- 6號線：牛田早稻田 - 八丁堀 - 廣島市政府 - 江波
- 7號線：横川站 - 紙屋町 - 廣島市政府 - 南區 - 仁保
- 8號線：横川站 - 觀音
- 10號線：西廣島站 - 廣島市政府 - 廣島大學醫院
- 12號線：戶坂 - 八丁堀 - 仁保
- 13號線：廣島站 - 廣島市政府

## 備註
1. ↑  《广岛巴士60年历史》第85页中，与广岛电铁的合作关系是在同年9月8日开始的。
2. ↑  广岛证券交易所合并至东京证券交易所所致[31]
3. ↑  若仅计算运行有轨电车的线路，则土佐电交通为最长
4. ↑  在郷土出版社出版的『保存版 広島のチンチン電車』226页中为大正15年10月实施
5. ↑  即以单次乘车计算的单一票价，途中下车即被认为旅程结束，不设置换乘或中途下车制度，再次登车需另付车费
6. ↑  在郷土出版社出版的『保存版 広島のチンチン電車』226页中为1976年11月4日实施
7. ↑  在郷土出版社出版的『保存版 広島のチンチン電車』226页中为1949年5月1日实施